# Étoile d’Or (Radsport)
Der Étoile d’Or oder Grand Prix Centre Presse-La Nouvelle République war ein Straßenradrennen in Frankreich für U23-Männer. Das Rennen fand regelmäßig im Mai statt und führte durch die Départements Vienne und Indre.
Von 2007 bis 2018 war das Rennen Teil des nationalen Kalenders des französischen Radsportverbandes, seit 2019 war es eine Station des UCI Nations’ Cup U23. Bis 2019 ein Eintagesrennen, wurde nach einem Jahr COVID-19 bedingter Pause in der Saison 2021 das Rennen erstmals als Etappenrennen mit zwei Etappen ausgetragen.

## Siegerliste
| Jahr | Sieger              | Zweiter            | Dritter              |          |
| ---- | ------------------- | ------------------ | -------------------- | -------- |
| 2007 | Franck Charrier     | David Dupont       | Jean Mespoulède      |          |
| 2008 | Morgan Chedhomme    | Médéric Clain      | Christophe Diguet    |          |
| 2009 | Troels Vinther      | Médéric Clain      | Nicolas Hartman      |          |
| 2010 | Fabien Bacquet      | Cyrille Patoux     | Fabien Fraissignes   |          |
| 2011 | Alo Jakin           | Luis Mansilla      | Erwan Brenterch      |          |
| 2012 | Clément Koretzky    | Bryan Nauleau      | Christopher De Souza |          |
| 2013 | Steven Tronet       | Risto Raid         | Kévin Lalouette      |          |
| 2014 | Stéphane Rossetto   | Alo Jakin          | Jérémy Cornu         |          |
| 2015 | Anthony Maldonado   | Marco Gaggia       | Aksel Nõmmela        |          |
| 2016 | Simon Sellier       | Clément Mary       | Nans Peters          |          |
| 2017 | Fabien Schmidt      | Alexys Brunel      | Cyrille Patoux       |          |
| 2018 | Flavien Dassonville | Frédéric Guillemot | Maxime Jarnet        |          |
| 2019 | Alexander Konychev  | Marten Kooistra    | Michele Gazzoli      |          |
| 2020 | abgesagt            | abgesagt           | abgesagt             | abgesagt |
| 2021 | Filip Maciejuk      | Kévin Vauquelin    | Filippo Baroncini    |          |